# Ewa Białek
Ewa Jadwiga Białek – polska językoznawczyni, doktor habilitowany nauk humanistycznych.

## Życiorys
W 2000 r. ukończyła studia filologiczne, w 2006 r. obroniła pracę pt. doktorską Kolokacja jako jednostka przekładu z języka rosyjskiego na język polski, której promotorem był prof. Roman Lewicki, w 2020 r. habilitowała się na podstawie pracy zatytułowanej Leksykograficzna rejestracja składników dyskursu dyplomatycznego: „Dyplomacja i polityka. Rosyjsko-polska sonda słownikowa” (484 s.) Jednotematyczny cykl artykułów naukowych wraz ze specjalistycznym słownikiem przekładowym: Część I. Metaleksykografia autorska: 13 artykułów naukowych (199 s.); Część II: Słownik przekładowy: Dyplomacja i polityka. Rosyjsko-polski słownik przekładowy, A - Д, 2019, Lublin, Wydawnictwo UMCS, 285 s. 
Pracuje na Uniwersytecie Marii Curie-Skłodowskiej w Lublinie, oraz jest członkiem Komisji Etnolingwistycznej,  Komitetu Językoznawstwa PAN.